# خوانيتا ويلسون
خوانيتا ويلسون (بالإنجليزية: Juanita Wilson)‏ هي كاتبة سيناريو ومنتجة أفلام ومخرجة أيرلندية، ولدت في القرن العشرين في دبلن في جمهورية أيرلندا.

## وصلات خارجية
- خوانيتا ويلسون على موقع IMDb (الإنجليزية)
- خوانيتا ويلسون على موقع ألو سيني (الفرنسية)
- خوانيتا ويلسون على موقع أول موفي (الإنجليزية)
- خوانيتا ويلسون على موقع قاعدة بيانات الأفلام السويدية (السويدية)
- خوانيتا ويلسون على موقع قاعدة بيانات الفيلم (الإنجليزية)
- خوانيتا ويلسون على موقع كينوبويسك (الروسية)